# Verlautbarung über Mindestanforderungen an das Betreiben von Handelsgeschäften der Kreditinstitute
Die Verlautbarung über Mindestanforderungen an das Betreiben von Handelsgeschäften der Kreditinstitute (MaH) war ein Instrument der deutschen Bankenaufsicht, mit dem die ordnungsgemäße Organisation des Geschäftsbetriebes deutscher Kreditinstitute im Zusammenhang mit der Durchführung von Handelsgeschäften sichergestellt werden sollte. In dieser Hinsicht stellte die MaH eine Konkretisierung der Anforderungen des § 25 a Absatz 1 des Kreditwesengesetzes dar.
Die MaH wurde am 23. Oktober 1995 vom damaligen Bundesaufsichtsamt für das Kreditwesen (BaKred) veröffentlicht und am 20. Dezember 2005 durch die Mindestanforderungen an das Risikomanagement (MaRisk) der Bundesanstalt für Finanzdienstleistungsaufsicht (BaFin) ersetzt.
Die Verlautbarung gehörte zu den sogenannten „Mindestanforderungen“, die ein Instrument der Bankenaufsicht zur Sicherstellung einer ordnungsgemäßen Organisation des Geschäftsbetriebs in Teilbereichen der Kreditinstitute ist. Mindestanforderungen wurden vom BaKred das erste Mal 1975 nach der Insolvenz der Herstatt-Bank infolge von Devisenspekulationen veröffentlicht. Mit den MaH wurden die Richtlinie für das Risikomanagement im Zusammenhang mit dem Handel von Derivativgeschäft umgesetzt, die der Basler Ausschuss für Bankenaufsicht vom Juli 1994 forderten. 
Die Verlautbarung enthielt Mindestanforderungen an das Betreiben von Handelsgeschäften, die von allen Kreditinstituten zur Sicherung ihrer Solvenz zu beachten und in internen Anweisungen unter Berücksichtigung der jeweiligen Art und des Umfangs der Handelsaktivitäten zu ergänzen bzw. präzisieren waren; sie galten auch für die Zweigstellen deutscher Kreditinstitute im Ausland. 
Als Handelsgeschäfte im Sinne dieser Anforderungen galten alle Kontrakte, die ein
- Geldmarktgeschäft
- Wertpapiergeschäft (einschließlich des Handels in Schuldscheinen und Namensschuldverschreibungen sowie der Wertpapierleihe, ohne Emissionsgeschäfte)
- Devisengeschäft
- Edelmetallgeschäft oder
- Geschäft in Derivaten

zur Grundlage hatten und die im eigenen Namen und für eigene oder fremde Rechnung abgeschlossen wurden. Handelsgeschäfte waren auch – ungeachtet des Geschäftsgegenstandes – Vereinbarungen von Rückgabe- oder Rücknahmeverpflichtungen sowie Pensionsgeschäfte.
Kernstück der MaH war die Forderung nach einer funktionalen und organisatorischen Trennung von Handel, Abwicklung, Risikocontrolling (in der MaH teilweise mit dem Begriff Überwachung bezeichnet) und Rechnungswesen. Sie legte außerdem ausführlich fest, welche Informationen über Risikopositionen der Geschäftsleitung arbeitstäglich zur Verfügung gestellt werden müssen.
Ein Schwachpunkt der MaH war, dass die Regelungen zur Risikoüberwachung und -steuerung sich strenggenommen nur auf Handelsgeschäfte bezogen, was bei Fragen der Gesamtbanksteuerung zu kurz griff. Dieser Punkt ist mit Inkrafttreten der MaRisk ausgeräumt.